# Fonds national suisse de la recherche scientifique
Pour les articles homonymes, voir FNS.
 (décembre 2021).
Si vous disposez d'ouvrages ou d'articles de référence ou si vous connaissez des sites web de qualité traitant du thème abordé ici, merci de compléter l'article en donnant les références utiles à sa vérifiabilité et en les liant à la section « Notes et références ».
Le Fonds national suisse (FNS, en allemand : Schweizerischer Nationalfonds SNF, en italien : Fondo nazionale svizzero per la ricerca scientifica, en romanche : Fond naziunal svizzer per la perscrutaziun scientifica, en anglais : Swiss National Science Foundation SNSF) est une fondation suisse de droit privé fondée en 1952 qui est dédiée à l'encouragement de la recherche. La création du FNS a été initiée par le physicien et médecin Alexander von Muralt. Angelika Kalt en devient la directrice en 2016.
Sur mandat de la Confédération, le FNS soutient la recherche dans toutes les disciplines scientifiques. Un Conseil national de la recherche composé d'une centaine de scientifiques est responsable de l'attribution des subsides. Le FNS est financé par la Confédération.

## Histoire
Au début du 20e siècle, il n'existait en Suisse aucune institution nationale pour la recherche scientifique, à l'exception de l'École polytechnique fédérale de Zurich (EPFZ) et de quelques sociétés savantes. Ce n'est que dans les années 1930 que la Confédération s'est engagée à jouer un rôle plus important dans l'organisation de la recherche scientifique. Elle investit alors des impôts dans la recherche à travers un programme national de création d'occasions de travail. En 1942, le délégué au Conseil fédéral pour la création d'emplois Otto Zipfel a tenté de créer un premier fonds national d'encouragement pour la recherche scientifique et technique, mais il a échoué en raison des structures fédéralistes,,.
Après la Seconde Guerre mondiale et la reprise des échanges avec la communauté scientifique internationale, de nombreux chercheurs et industriels suisses ont eu l'impression que le développement scientifique et technologique des pays voisins était nettement plus avancé. Afin de rattraper ce retard et d'aider l'Europe à se reconstruire, de plus en plus de voix se sont élevées pour réclamer une organisation et un financement nationaux de la science.
Le médecin et physicien Alexander von Muralt, professeur de physiologie à l'université de Berne, était particulièrement engagé dans la promotion nationale de la recherche en Suisse. En 1948, von Muralt a formé une commission dans laquelle il a invité, outre des représentants des universités suisses, les organisations faîtières que sont la Société suisse des sciences humaines (aujourd'hui ASSH), l'Académie des sciences médicales et la Société des sciences naturelles (aujourd'hui SCNAT), dont il était lui-même le président. En 1951, la commission déposa un mémorandum auprès du Conseil fédéral dans lequel elle proposait la création d'un « Fonds national suisse de la recherche scientifique ». Cette ébauche de projet appelait à la création de deux organes, un Conseil national de la recherche et un Conseil de fondation, et à un financement par la Confédération à hauteur de 4 millions de francs par an.
En mars 1952, le message formulé en réponse à cette ébauche par le Conseil fédéral a été approuvé sans opposition par le Parlement. Le 1er août 1952, le FNS a été créé en présence de deux conseillers fédéraux. Alexander von Muralt fut le premier président du Conseil de la recherche.

### Organisation
Le Fonds national suisse se compose du Conseil de fondation, du Conseil national de la recherche et du Secrétariat. Organe suprême du Fonds national suisse, le Conseil de fondation prend des décisions d’ordre stratégique. Le Conseil national de la recherche se compose de scientifiques qui travaillent pour la plupart dans les hautes écoles suisses. Il évalue les requêtes soumises au FNS et décide de leur mise en application. Il compte au maximum cent membres et comprend quatre divisions :
- Division I : sciences humaines et sociales
- Division II : mathématiques, sciences naturelles et de l’ingénieur
- Division III : biologie et médecine
- Division IV : programmes (programmes nationaux de recherche PNR et pôles de recherche nationaux PRN).

Implantées dans les universités et les hautes écoles, les Commissions de recherche font le lien avec le Fonds national suisse. Dans l’évaluation des requêtes, elles prennent position d’un point de vue local sur les requêtes des scientifiques de leur institution.
Le Secrétariat accompagne et coordonne les activités du Conseil de fondation, du Conseil de la recherche et des Commissions de recherche. Ses tâches sont multiples : il contrôle les aspects d’ordre financier de l’activité d’encouragement, demande et évalue les expertises suisses et étrangères des requêtes de recherche, entretient des relations avec des organisations nationales et internationales d’encouragement de la recherche, représente le FNS au sein de différents comités et veille à une communication efficace avec le public. Le siège du ecrétariat se trouve à Berne.

### Président du conseil de fondation
- 2020-2023 : Jürg Stahl[7]
- 2018 - 2019 : Felicitas Pauss (intérim)[7]
- 2012 - 2018 : Gabriele Gendotti[8]
- 2008 - 2011 : Hans Ulrich Stöckling[9]
- 1999 - 2007 : Fritz Schiesser[9]
- 1995 - 1998 : Ralf Hütter[9]
- 1991 - 1994 : Jean Cavadini[9]
- 1987-1990 : Alfred Schmid[10]
- 1983 - 1986 : Jean-François Poudret[11]

### Directeur
- Depuis 2016 : Angelika Kalt[12]
- 2005 - 2016 : Daniel Höchli[12]
- 2005 : Annalise Eggimann (intérim)
- 1993 - 2005 : Hans Peter Hertig[13]

## Instruments d’encouragement
Sur mandat de la Confédération, le FNS encourage la recherche dans toutes les disciplines scientifiques. Il évalue les requêtes déposées par les scientifiques et soutient les projets sélectionnés en fonction de critères scientifiques. Le FNS s’engage en faveur de la relève scientifique en attribuant des bourses et des subsides. Dans l’encouragement de la carrière, ses instruments les plus importants sont les bourses de recherche, les subsides de professeurs boursiers FNS ainsi que les subsides Marie Heim-Vögtlin (programme en faveur de la promotion des femmes dans la recherche).
De plus, le FNS s’engage dans la coopération internationale avec des organisations et des programmes de recherche, encourageant les séminaires scientifiques et les publications (thèses de doctorats et d’habilitation notamment).

## Programmes et pôles de recherche
En matière de recherche thématique, les programmes nationaux de recherche (PNR) et les pôles de recherche nationaux (PRN) sont les instruments les plus importants du FNS.

### Programmes nationaux de recherche
Sur mandat du Conseil fédéral, les PNR fournissent des contributions scientifiquement fondées à la résolution de problèmes urgents. Leur durée n’excède pas cinq ans et ils se voient attribuer une enveloppe de huit à douze millions de francs en moyenne. Depuis 1975, le FNS a lancé plus de 69 PNR.

### Pôles de recherche nationaux
L’objectif des pôles de recherche nationaux (PRN) est de consolider la structuration de la recherche en Suisse. Les PRN sont implantés dans une haute école et se composent d’un centre de compétences ainsi que d’un réseau tant national qu’international. Le FNS soutient un PRN sur une période de 10  à   12 ans en lui attribuant une enveloppe de 20  à   60 millions de francs. Les PRN sont également soutenus par les fonds propres de hautes écoles et par des fonds de tiers.

## MagazineHorizons
Le magazine de la recherche Horizons est publié conjointement par le Fonds national suisse et les Académies suisses des sciences. Ce trimestriel présente les derniers résultats et les nouvelles connaissances acquises dans toutes les disciplines scientifiques. Horizons est publié quatre fois par an en français et en allemand (sous le titre Horizonte), son abonnement est gratuit et le magazine est également disponible en ligne.